# 鹤壁站
鹤壁站，位于中华人民共和国河南省鹤壁市淇滨区，是京广铁路、鹤大铁路上的火车站，目前由中国铁路郑州局集团新乡车务段管辖，办理客运及货运业务。

## 歷史
1904年平汉铁路动工，在当时浚县县城西侧9公里、大赉店村西北侧设大赉店站，该站于1905年春动工，1906年随京汉铁路建成通车投入运营。
1956年，京广铁路建设复线，本站扩建并更名为浚县站。1990年代，随着鹤壁开发区的建设及鹤壁市政府南迁，车站于1993年10月更名为鹤壁站。1997年，车站新建候车楼投入使用；2008年，车站旅客通道工程开工。
2022年11月1日，本站启动客运设施改造及新建站房工程，包括將1號及2號月台加高、增建月台雨蓬、改善地下通道、增建行人天橋及升降機等，並於1號月台增建向北出口相应增加楼梯等其他相关配套及服务设施，工程期間所有列車暫不停靠本站。2023年7月1日，客运设施改造及过渡站房完工，本站利用临时新建的过渡站房恢复客运业务。

## 未来发展
鹤壁站未来将拆除既有旧站房并新建新站房。

## 外部連結
- 维基共享资源上的相關多媒體資源：鹤壁站